# Fandom (website)

Logo van Wikia

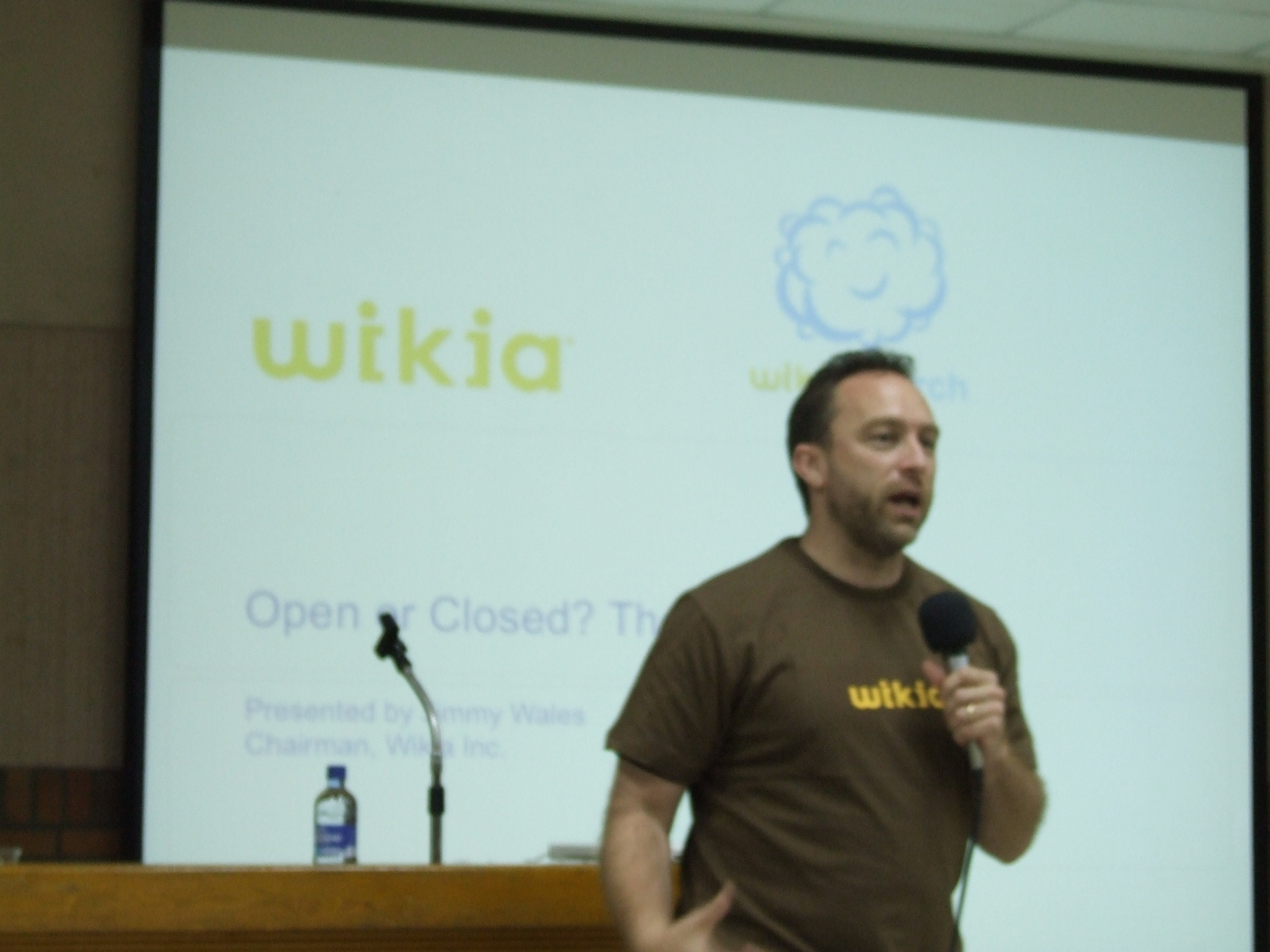
Wikia-presentatie in 2007

FANDOM, voorheen Wikia en Wikicities, is een website van het bedrijf Wikia Inc., een bedrijf dat in 2004 werd opgericht. Het is een verzameling wiki's gebaseerd op MediaWiki-software. In tegenstelling tot Wikimedia is FANDOM een commercieel bedrijf dat advertenties plaatst.

## Geschiedenis
FANDOM werd op 18 oktober 2004 als Wikicities opgericht door Jimmy Wales en Angela Beesley Starling. Op 28 maart 2006 veranderde de naam van de site in Wikia.
Op 10 juli 2006 werd Uncyclopedia ook een website van Wikia.
Op 7 januari 2008 lanceerde Wikia een alfaversie van zijn zoekmachine Wikia Search, maar in 2009 werd dit initiatief alweer stopgezet.
In de zomer van 2010 verhuisden enkele servers naar Duitsland.
Op 25 januari 2016 kwam er een afsplitsing van Wikia, Fandom, later geschreven als FANDOM. Deze eigen wiki is speciaal voor alles wat met entertainment te maken heeft. Begin 2019 werd de Wikia-website herdoopt tot FANDOM.

## Restrictie
Voor geregistreerde gebruikers geldt een minimumleeftijd. Deze verschilt per land: in de EER en Californië is dat zestien jaar, overige landen dertien.